# Gil Kane
Compléments
Atom
Iron Fist
Green Lantern
Gil Kane alias Eli Katz, né le 6 avril 1926 à Riga, en Lettonie, et mort le 31 janvier 2000 en Floride, aux États-Unis, est un dessinateur de comics dont la carrière s'est étalée des années 1940 aux années 1990 et qui a travaillé sous le nom de Gil Kane et à certaines occasions de Scott Edwards.

## Biographie
Sa famille, d'origine juive, immigre à Brooklyn en 1929. En 1959, dans le no 22 du comic book Showcase, il dessine le nouveau Green Lantern sur un scénario de John Broome. Il participe aussi à la recréation d'Atom dans le no 34 de ce même comics. Son style élégant devient le modèle pour les artistes travaillant pour DC Comics.
On lui doit la création de Iron Fist, le dessin du deuxième costume de Mar-vell (1969-70), l'illustration d'épisodes importants de Spiderman : dont un récit montrant les ravages de la drogue (Amazing Spiderman #96-98, 1971) et celui racontant la mort de Gwen Stacy (Amazing Spiderman #121-122, 1973).
Il est l'auteur du premier roman graphique américain : Blackmark (119 pages, 1971).
En 1977, il est contacté par son ami Ron Goulart, scénariste de comics, qui lui propose de dessiner un comic strip de science fiction pour la Newspaper Enterprise Association. Avec Goulart il prépare la série Star Hawks qui a un format inhabituel puisque la hauteur est deux plis plus grande que celle habituelle des strips. La NEA hésite un moment avant d'accepter le projet lorsque le film Star Wars, épisode IV : Un nouvel espoir connaît le succès. Le space opera est alors à la mode et tout ce qui commence par Star Wars a de bonnes chances d'être édité. C'est ainsi que le 3 octobre 1977 sort le premier strip de la série. Celle-ci dure jusqu'au 2 mai 1981 et ne connaît pas d'autres dessinateurs que Kane, excepté en 1979 lorsque celui-ci est atteint d'une colique hépatique. Il est alors obligé de demander à deux amis dessinateurs Ernie Colón et Howard Chaykin de le remplacer. Chacun assure deux mois de strip. Excepté cette interruption Kane reste sur le strip alors que les scénaristes se succèdent ; après Goulart viendront Archie Goodwin, Roger McKenzie puis Roger Stern.  
Il est mort des complications d'un cancer.

## Œuvres
- Amazing Spider-Man (de 1970 à 1972)
- Adam Warlock
- His Name Is... Savage (en) (Adventure House Press, 1968)
- Blackmark (en), (Bantam)
- Morbius, the Living Vampire
- Captain Marvel
- Daimon Hellstrom
- Dragon Lord (comics) (en)
- Les Inhumains
- Tales of Suspense
- Tales to Astonish
- Marvel Team-Up
- Marvel Fanfare (en)
- Marvel Premiere (en)
- Marvel Preview (en)
- Journey into Mystery
- Jungle Action (en)
- John Carter, Warlord of Mars
- Conan le Barbare
- Astonishing Tales (en)
- Deadly Hands of Kung Fu (en)
- Ghost Rider
- Micronautes
- Marvel Two-In-One (en)
- The Savage Sword of Conan
- Scarlet Spider
- Marvel :What if? (comics)
- Werewolf by Night
- Star Hawks : Police De L'espace, avec Ron Goulart & Archie Goodwin 1977, 1982
- Blackmark (en)
- The Witching Hour

## Créations

### DC comics
- Abin Sur cocréateur John Broome
- Atom cocréateur Gardner Fox
- Black Hand cocréateur John Broome
- Bug-Eyed Bandit (en) cocréateur Gardner Fox
- Carol Ferris (en) cocréateur Gardner Fox
- Floronic Man (en) cocréateur Gardner Fox
- Goldface (en)
- Guardians of the Universe (en) cocréateur John Broome
- Jean Loring (en) cocréateur Gardner Fox
- Major Disaster (en) cocréateur Gardner Fox
- Docteur Polaris (en) cocréateur John Broome
- The Puppeteer cocréateur John Broome
- Sinestro cocréateur John Broome
- Tomar-Re (en) cocréateur John Broome
- Katma Tui (en) cocréateur John Broome
- Krona cocréateur John Broome
- Hal Jordan cocréateur John Broome
- Hector Hammond (en) cocréateur John Broome

### Marvel comics
- Abomination cocréateur Stan Lee
- Iron Fist cocréateur Roy Thomas
- Stegron cocréateur Len Wein
- Hangman cocréateur Marv Wolfman
- The Human Fly cocréateur Bill Mantlo et Len Wein

## Prix et récompenses
- 1966 : prix Alley de la meilleure bande dessinée grand format pour T.H.U.N.D.E.R. Agents n°1 (avec divers auteurs)
- 1971 : prix du comic book de la National Cartoonists Society
- 1972 : prix Shazam spécial pour Blackmark
- 1972 : prix du comic book de la National Cartoonists Society
- 1975 : prix du comic book de la National Cartoonists Society
- 1975 : prix Inkpot
- 1977 : prix du comic strip de la National Cartoonists Society pour Star Hawks
- 1997 : Temple de la renommée Will Eisner et
- 1997 : Temple de la renommée Jack Kirby